# 도부 철도 8000계 전동차

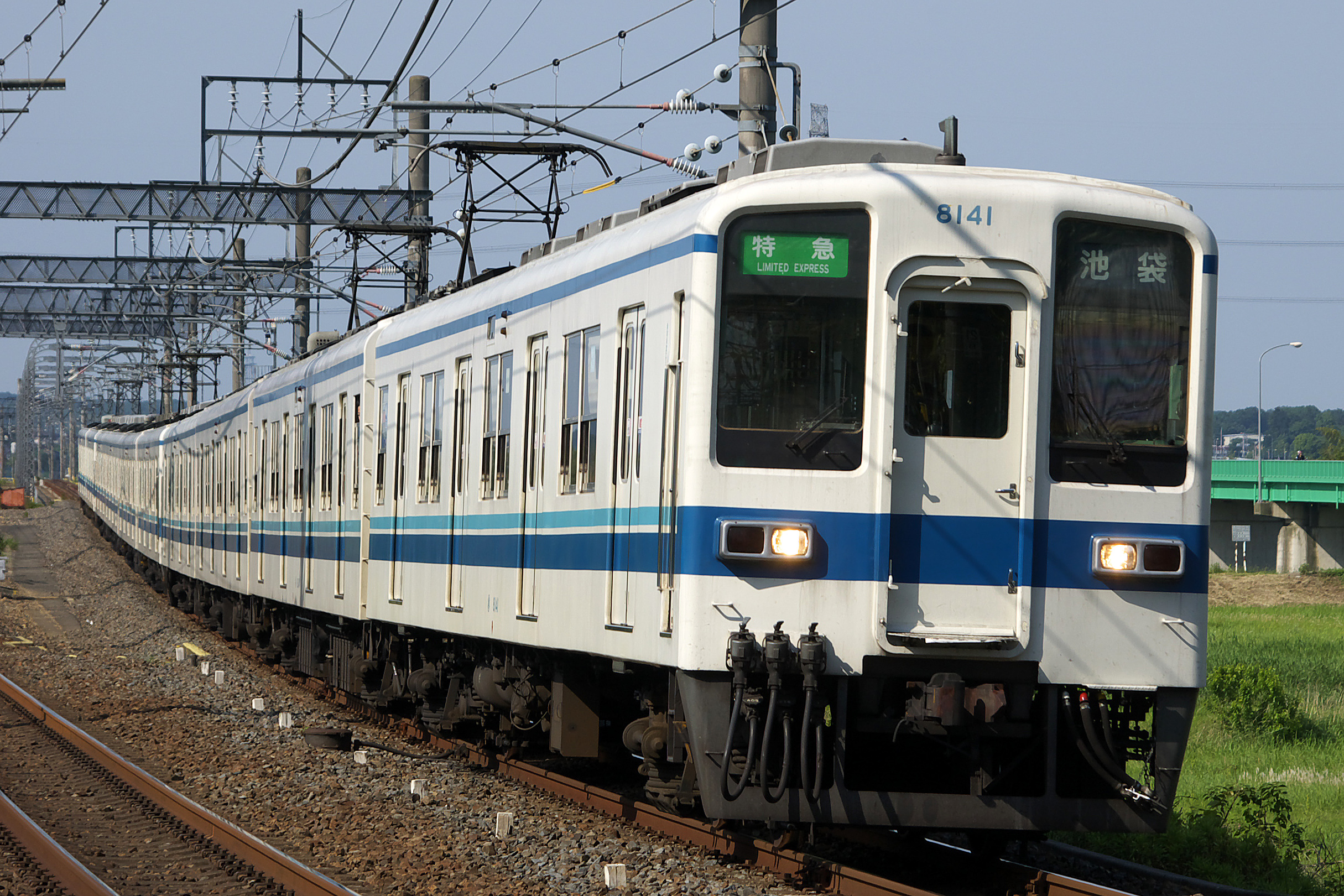

도부 8000계 전동차(일본어: 東武8000系電車)는 일본의 사유 철도의 하나인 도부 철도의 대표적인 통근형 전동차이다.
1963년부터 1983년까지 총계 712량이 제작되었다. 2004년부터 폐차가 시작되었지만 전성기에는 2량, 4량, 6량, 8량의 고정편성이 있었으며 뒤에 차장 생략 용 3량 편성으로 개조된 800계 및 850계를 제외해서 MT비는 1:1이다. 지하 역 인 오시아게 역을 제외한 도부 철도의 현유 전 노선에서 사용된 이력이 있다.

## 차체
건널목 사고 발생시 피해를 최소화 하도록 운전대는 높은 위치에 설치하였다. 측면 창문의 세로 치수는 비교적으로 크다. 후기 차량의 차체 외판과 언더 프레임과의 접합은 박리 하기 어려운 연속 용접을 채택하며 초기 차량도 대수선 시에는 소급 시공되었다. 출입문 한쪽 4개중 2개를 닫아 둘 수 있는 기능이 있다. 바닥의 견인 전동기 검사용 트랩 도어는 없다. 견인 전동기의 출력은 130kW이며 그 냉각용 공기는 옥상 통풍기에서 도입된다. 선두차 정면 형태는 차체 대수선된 때 개조되었다.

## 주요 기기
초 다단 저항 제어기를 탑재하고 있다. 냉방 개조와 동시에 집전 장치는 하부 교차형으로 교환되었다. 제어기 캠축 전원 인 저압 교류 전력이 없어졌어도 비상 력행 스위치에 의거 축전지 전원으로 저가속 운행이 가능하다. 공기 제동은 전자직통제동이며 자동 상용 영역은 없으며 전자직통제동 고장시에는 순수 공기 지령식 직통제동으로 전환할 수 있다. 발전 제동 및 회생 제동 기능은 없다. 대차의 2차 서스펜션은 공기 용수철이다. 냉방 장치는 신선한 바깥 공기를 도입할 수 없다. 후기 차량의 전동 발전기는 무 정류자 방식을 채용하였다.

## 참고 문헌
- 칼라 북스 도부 철도 (보육사, 일본)